# Medvesalja

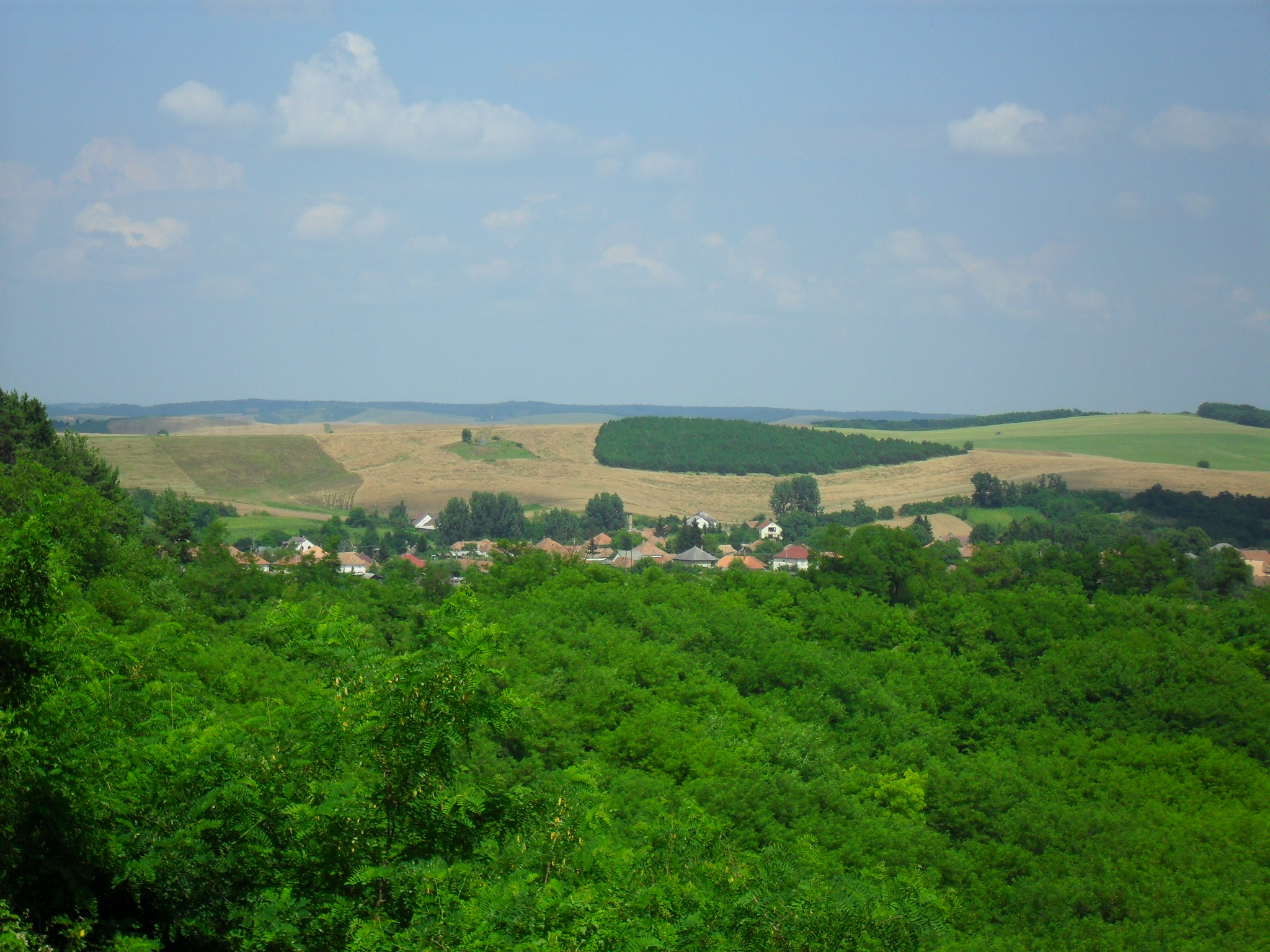
Medvesaljai látképe Cered környékén

Medvesalja (szlovákul pod Medvešom) a történeti Gömör és Nógrád vármegye határán lévő mikrorégió. Ma területét átszeli a magyar-szlovák határvonal. A térséget hegyvonulatok ölelik körül, amelyek egy jól körülhatárolható katlant képeznek. A régió napjainkban hat települést takar: a határ szlovák oldalán fekvő Egyházasbást (más néven Újbást), Hidegkút, Óbást,  Tajti és Vecseklő, valamint a magyar oldalon elterülő Cered.

## Nevének eredete
A megnevezés alapja egy régi tájnév, amely elsősorban a Gortva folyó völgyében, illetve annak környékén használatos. A Medves a környéken lévő hegyvonulatra utal, ez pedig valószínűleg a térségben élő medvékről kapta a nevét.

## A régió történelme
A Medvesalja területe az ókor óta lakott, mai településszerkezete már a 13. század előtt kialakulhatott. A régió hagyományosan Gömör és Nógrád határán feküdt, települései közül a 19. században például Egyházasbást, Óbást és Tajti Gömörhöz, Cered, Hidegkút és Vecseklő viszont Nógrádhoz tartozott. A gömöri rész elsősorban Ajnácskő, a nógrádi pedig Somoskő irányába orientálódott. A török időkben megszállás alatt volt. Lakói főleg mezőgazdasággal foglalkoztak, majd a 19. századtól ipari üzemek is létesültek. A Trianoni békeszerződés értelmében a térség zöme Szlovákiához került, Cered azonban Magyarországon maradt. Innentől kezdve egészen a Schengeni övezethez való csatlakozásig (2007) zárt határ vágta szét a Medvesalját. 

## A régió lakossága (2011)
| Település      | Lakosok | Magyarok | Romák | Szlovákok | Ismeretlenek |
| -------------- | ------- | -------- | ----- | --------- | ------------ |
| Cered          | 1127    | 83%      | 7%    | 0%        | 10%          |
| Egyházasbást   | 537     | 75%      | 8%    | 12%       | 3%           |
| Medveshidegkút | 281     | 81%      | 4%    | 13%       | 2%           |
| Óbást          | 326     | 88%      | 0%    | 9%        | 2%           |
| Tajti          | 524     | 94%      | 1%    | 2%        | 3%           |
| Vecseklő       | 256     | 89%      | 0%    | 8%        | 2%           |
| Szlovák oldal  | 1924    | 85%      | 3%    | 8%        | 3%           |
| Összesen       | 3051    | 84%      | 4%    | 5%        | 6%           |

## Nevezetességei
- Egyházasbást Szent Miklós temploma 1397-ben épült gótikus stílusban, később többször átépítették. Szentélyében csehsüveg boltozat látható. A helyi hagyomány szerint ez Zách Felicián titkos nyughelye.
- Egyházasbást határában egy kegyhely áll, a Mária-kút. Kedvelt búcsújáróhely.
- A vecseklői Juhász család házában szállt meg Petőfi 1845-ben itteni utazása során. A kertben állt sokáig (2006 őszén vágták ki) az a vén körtefa, ahova a hagyomány szerint barátaival lepihent. 1990-ben márvány emléktáblát helyeztek el a kultúrház falán, 2006. november 25-én pedig felavatták a költő vörösmárvány alapzaton elhelyezett mellszobrát, Mag Gyula szobrászművész alkotását.
- A térség több településében is falumúzeum található, amely a községek régi életét, népviseleteit mutatja be.
- A régióban lévő Pogányvár fennsíkján bronzkori földvár állott. Ma kedvelt turisztikai célpont.
- Medves-hegység hegyei, változatos geológiai képződményekkel, ritka növény- és állatvilággal. Részben természetvédelmi terület.
- Taji határában áll a Tamáshegyi kilátó.
- Cereden áll egy zsindelytetős népi fa harangláb a 18. századból.
- A ceredi Radvánszky-Humayer kúria: 1891 előtt épült, ma faluház.
- Egyházasbást kastélyai közül az egyik ma is áll.

## Események (2018)
| Program                                              | Dátum                | Helyszín                    |
| ---------------------------------------------------- | -------------------- | --------------------------- |
| Hagyományos disznótoros mulatság                     | Február 10.          | A Völgy                     |
| 1848/49-es forradalom és szabadságharc megemlékezése | Március 17.          | Vecseklő                    |
| Hazajáró hétvége és Majális                          | Május 4-6.           | Egyházasbást                |
| Pogányvártól Ajnácskői a Hazajáróval (gyalogtúra)    | Május 6.             | Egyházasbást                |
| Tehenes-tó és ami körülveszi (gyalogtúra)            | Május 20.            | Egyházasbást                |
| Gyereknap Újbáston                                   | Május 26.            | Egyházasbást                |
| Ragács és Csontos-árok (gyalogtúra)                  | Június 10.           | Egyházasbást                |
| VI. Ősök sarjai ünnepe                               | Június 16-17.        | A Völgy                     |
| Mária-kút és Hercegkő (gyalogtúra)                   | Június 17.           | Egyházasbást                |
| I. Felvidéki fürdő- és közösségépítő kaláka          | Június 25.-Július 1. | Mogyorós-kút (Egyházasbást) |
| Kerékpártúra                                         | Július 7.            | Egyházasbást                |
| Pogányvártól Sőregig (gyalogtúra)                    | Július 22.           | Egyházasbást                |
| 47. Medves-kupa                                      | Július/Augusztus     | Egyházasbást                |
| Básttól Eresztvényig a Medvesen át (gyalogtúra)      | Augusztus 5.         | Egyházasbást                |
| Medvesaljai gasztro kerékpártúra                     | Augusztus 25-26.     | Medvesalja (Egyházasbást)   |
| Kisboldogasszonyi zarándoklat                        | Szeptember 8.        | Mária-kút (Egyházasbást)    |
| Szár-kő (gyalogtúra)                                 | Szeptember 16.       | Egyházasbást                |
| Egyházasbást-Medves-Somoskő (gyalogtúra)             | Szeptember 30.       | Egyházasbást                |
| Népi ízek ünnepe                                     | Október 6.           | A Völgy                     |
| Zaboda (gyalogtúra)                                  | Október 6.           | A Völgy                     |
| Téli napfordulós ünnepség                            | December 22.         | A Völgy                     |

## Weboldal
Hivatalos weboldal: www.medvesalja.eu

## Szálláslehetőségek
Bed&More Pogányvár (Egyházasbást)
https://www.facebook.com/Bed-More-Pog%C3%A1nyv%C3%A1r-273458622789063/
A Völgy
https://www.facebook.com/almaspuszta/